# Napelem

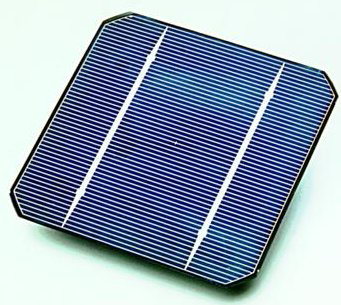
Napelemcella (egykristályos)

A napelem vagy fotovillamos elem, amit az angol photo-voltaikus kifejezésből a magyar szakirodalom olykor PV elemnek is nevez, olyan szilárdtest eszköz, amely a elektromágneses sugárzását (fotonbefogást) közvetlenül villamos energiává alakítja. Az energiaátalakítás alapja, hogy a sugárzás elnyelődésekor mozgásképes töltött részecskéket generál, amiket az eszközben az elektrokémiai potenciálok, illetve az elektron kilépési munkák különbözőségéből adódó beépített elektromos tér rendezett mozgásra kényszerít, vagyis elektromos áram jön létre. Ez a jelenség bármilyen megfelelő fényspektrummal rendelkező fényforrás esetén is lezajlik, nem szükséges hozzá kizárólagosan a Nap fénye.
A napelemekre általában 20-25 év a garancia, jellemzően 20-40 év az élettartamuk. A napenergia hasznosításában hosszabb távon számottevő növekedés várható.
A napelemek eltérnek a ma létező nagy teljesítményű naperőművektől. Ezek jellemzően más technológiát alkalmaznak; a naphőerőművek esetén a Nap sugárzó hőenergiáját folyadéknak adja át sugárzó hőátadással ami túlhevítéssel gőzturbina meghajtásos villamos generátorral szolgáltat áramot.
A napelemmel történő áramelőállítás egyértelmű előnye, hogy működése nem jár semmilyen melléktermék kibocsájtásával, emiatt környezetkímélően és költséghatékonyan működik és a napsugárzás kifogyhatatlansága miatt megújuló energiaforrás, hátránya a magas telepítési költség, valamint a napsugárzás szögétől és az időjárástól függő rendkívül váltakozó teljesítmény és az egyenetlenül előállított energia nehéz tárolhatósága.

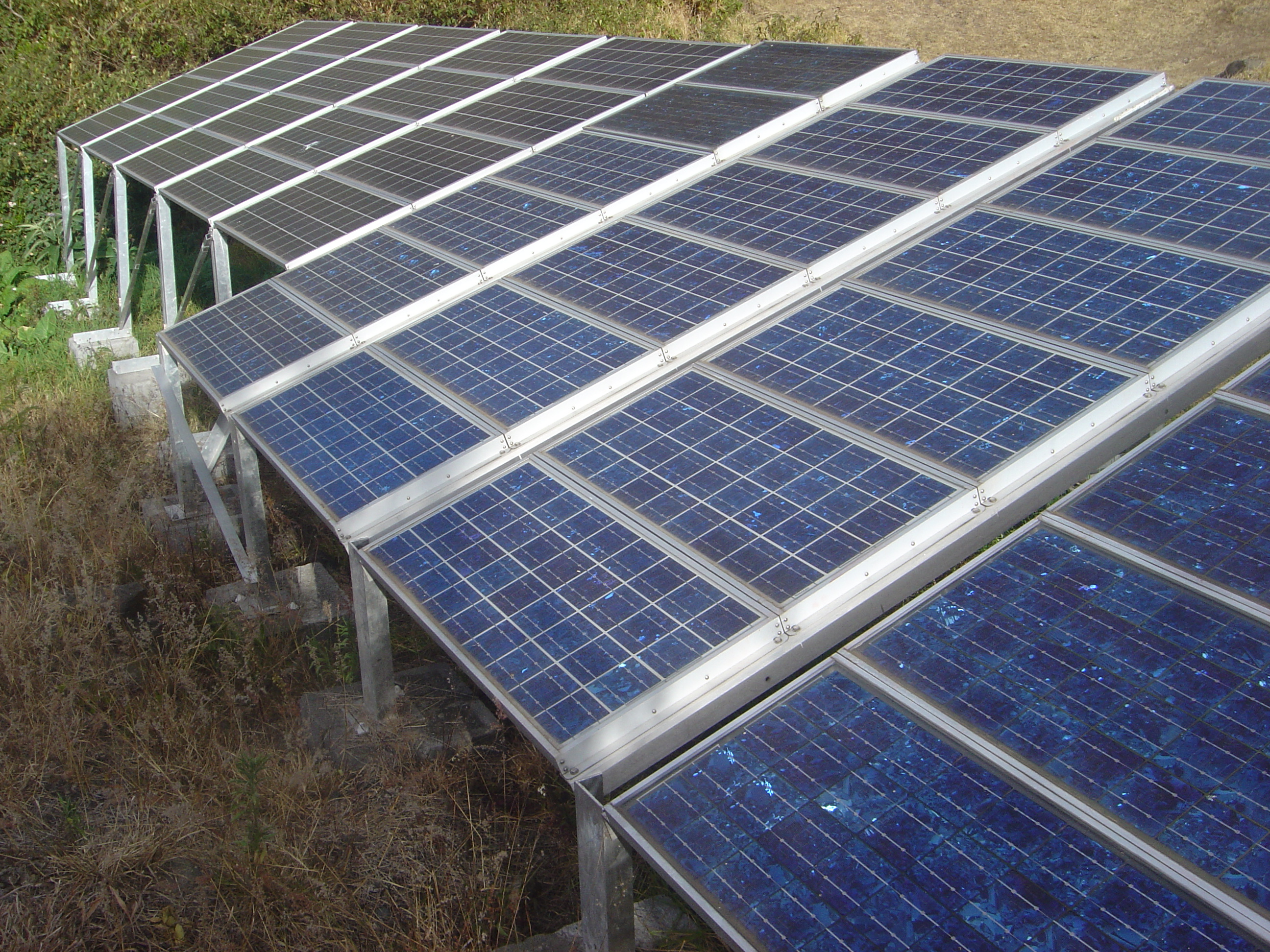
Nappanelek a Réunion szigetcsoporthoz tartozó Mafate szigeten (Marla)

## Története
A fotovoltaikus hatást Alexandre Edmond Becquerel francia fizikus demonstrálta először sikeresen 1839-ben, 19 éves korában. Ez évben építette meg a világ első fotovoltaikus elemét apja laboratóriumában.
Willoughby Smith brit elektromérnök az 1860-as években kezdett kísérletezni a fotovoltaikus technológiával egy véletlennek köszönhetően. Ezekben az években tenger alatti kábelekkel végzett kísérleteket, melyek közben felfedezte, hogy az ezekhez használt szelén éjszaka máshogyan viselkedik, mint nappal.  1873-ban a Nature tudományos folyóiratban jelentette meg "Effect of Light on Selenium during the passage of an Electric Current" című tanulmányát, amely a szelén fotovoltaikus tulajdonságát írja le.
Charles Fritts amerikai feltaláló 1883-ban építette meg az első modern értelemben vett napelemet: félvezető szelént vékony, félig átlátszó aranyfilmmel vont be, így képes volt áramot előállítani. Fritts napelemének hatékonysága nagyjából 1% körül volt.
Heinrich Hertz 1887-ben fedezte fel a fényelektromos (fotovoltaikus) jelenséget, munkája alapján pedig egymástól függetlenül 1888-ban Alexandr Sztoletov orosz és Wilhelm Hallwachs német fizikusok megállapították, hogy az ultraibolya sugarak negatív töltésű fémlapból negatív töltést szabadítanak ki és megépítették az első fotovoltaikus napelemeket.
A fotoelektromos hatást Albert Einstein magyarázta meg 1905-ben, amiért megkapta az 1921. év fizikai Nobel-díját.
Az 1930-as években a Brown, Boveri & Co. már fotózáshoz használható fénymérőben használt napelemet, de nem volt sikeres, horribilis ára miatt alacsony maradt a gyártás szintje, a BBC lapja nem is említi.
Az első modern félvezető napelem szabadalmát a tranzisztorok kutatásával foglalkozó Russel Ohl jegyezte be 1946-ban.  Az első hatékony, széles körben alkalmazható, szilícium félvezetőn alapuló napelemet 1954. április 25-én mutatták be a Bell Laboratories szakemberei; kifejlesztői Daryl Chapin, Calvin Souther Fuller és Gerald Pearson amerikai tudósok voltak.
A nyilvánosság csak később figyelt fel a napelemekre, amikor az Amerikai Egyesült Államok Haditengerészete felhasználta azokat a Vanguard-1 műhold megépítésekor 1958-ban.
A következő két évtizedben fokozatos fejlesztések történtek, éppen a haladás miatt azonban a napelemek ára magasan maradt. Azokat ugyanis elsősorban az űrtechnológiában történő felhasználás irányába fejlesztették, a lehető legnagyobb hatásfokú megoldást keresve, akár nagy költségek árán is. Így a kevésbé hatékony, egyben kevésbé költséges megoldásokkal ebben az időben nem foglalkoztak a kutatók. Az árakat elsősorban a félvezető ipar határozta meg, s a költségcsökkentést végül azt tette lehetővé, hogy az 1960-as években átálltak az integrált áramkörök használatára. 1971-re egy watt napelemmel történő előállításának költsége 100 dollárra csökkent.
Elliot Berman 1969-ben alapította meg a Solar Power Corporationt, amely 30 évre előre tekintve azzal számolt, hogy az elektromos energia az ezredforduló idejére nagymértékben drágul majd, ami vonzóbbá teheti az alternatív energiaforrások használatát. Berman kutatása ekkor azt mutatta, hogy ha képesek volnának a wattonkénti előállítási árat 20 dollárra leszorítani, azzal már számottevő kereslet támadna a technológia iránt. Új fejlesztésű, olcsóbb terméküket 1973-ban mutatták be, használatukról pedig sikerrel győzték meg az Egyesült Államok Parti Őrsége számára navigációs bójákat gyártó Tideland Signal vállalatot.
A földi alkalmazásokra előállított napelemek fejlesztése akkor indult igazán be, amikor az amerikai Nemzeti Tudományos Alapítvány létrehozta fejlett napenergiás alkalmazások kutatásával és fejlesztésével foglalkozó részlegét, amely 1969 és 1977 között működött.
Az 1973-as olajválságot követően több olajipari vállalat fektetett napenergiával foglalkozó cégek felvásárlásába. Az 1970-es és 1980-as években az Exxon, az ARCO, a Shell, az Amoco (amelyet később a BP vásárolt fel) és a Mobil saját napenergia-részlegeket üzemeltettek és ezekben az években ők voltak a legnagyobb termelők. A fejlesztésekben részt vett a technológiai szektor több vállalata is, így például a General Electric, a Motorola és az IBM.

### Napelemek Magyarországon
A napelemek első magyarországi megjelenéséről és a kezdeti időszakban történő elterjedéséről, lakossági felhasználásáról nincsenek megbízható adatok, a pontos dokumentáció hiányában nehéz meghatározni, hogy mikor telepítették az első napelemeket. A világ és a térség építészeti, energetikai trendjeit figyelembe véve valószínűsíthető, hogy Magyarországon is az 1980-as évek végén, az 1990-es évek elején jelent meg az ipari-kereskedelmi célú napelemes felhasználás.
Nagyméretű napelemes erőmű üzemel többek között Bükkábrányban (Mátrai Erőmű Zrt. 22,6 MW), továbbá Pakson (20,6 MW), a MET Dunai Solar Park (Százhalombattán) 17,6 MW, Monoron 4 MW (Alteo Nyrt) teljesítményű. A telepített teljesítmény 2018-ban 640 MW volt, a 2017-ben kiadott engedélyek összteljesítménye 2000 MW, amelyeknek 2019 végére meg kellene épülniük.  A háztartási méretű kiserőművek létesítése (max. 50 kVA) az igénybejelentésre adott előzetes áramszolgáltatói tájékoztató feltételei szerint lehetséges.

### Az első magyar napelemgyár
Magyarországon az első napelemgyárat 1997-ben nyitották meg, a Dunasolar Napelemgyártó Rt. 1997 tavaszán kezdte meg a működését. A beruházás részben amerikai, részben magyar tőke bevonásával valósult meg, a budapesti telephelyen működő gyár egy magyar feltaláló szabadalmát alapul véve folytatta tevékenységét.
A 9,2 millió dolláros beruházás induló tőkéjét az amerikai Energy Photovoltaics Inc. 51%-ban, a Magyar Fejlesztési Bank Rt. 49%-ban állta.
A technológia a maga idejében forradalminak számított, a Dunasolar gyárában csúcstechnológiának számító eljárással készültek a napelemek. Az 1990-es évek közepén a budapesti gyárban használt amorf szilícium (a-Si) vékonyréteg-technológia valóban forradalminak volt mondható a napelemek gyártási folyamata során.
A Dunasolar Napelemgyártó Rt. fennállása csúcsán 150 embert foglalkoztatott (vezetőket és alkalmazottakat egyaránt beleértve), termelési csúcsteljesítménye 5 MW volt. Ez körülbelül 125 000 napelemnek felelt meg az akkori 40 wattos DS40 főtermék szerinti bontásban. Annak idején nemcsak európai, hanem világviszonylatban is jelentősnek számított ez a mennyiség, a Dunasolar a világ összes gyártókapacitásának 0,5-1%-át tette ki.
2000-ben még komoly kapacitásbővítést tűztek ki célul a Dunasolarnál, azonban a csökkenő európai és magyarországi kereslet miatt nem lett nyereséges a vállalat. Kóbor Miklós cégvezető szerint akkoriban még nem volt elég fejlett a magyar piac a környezetbarát technológia alkalmazására és az állami támogatás is jelentősen elmaradt a kívánatos mértéktől.
A gyár többször cserélt tulajdonost, az utolsó 2003-ban adta el a Dunasolart, ekkor végleg bezárták Magyarország első napelemgyárát, a vezetőket és az alkalmazottakat elbocsátották. Ebben az időben a cég 90 százalékos részesedéssel bíró tulajdonosa a Wallis Rt. volt, a gyártósorokat egy thaiföldi vállalat vette meg, amely a megállapodás szerint el is vitte a napelem gyártásához szükséges berendezéseket.

### A Dunasolar öröksége
A Dunasolar működése során 1997 és 2003 között jelentős technológiai tapasztalat gyűlt össze, amely a Dunasolar kereskedelmi igazgatója és társai által 2003-ban alapított – és 2015-ben megszűnt – GAIASOLAR Kft.-ben öröklődött.
2005. október 8-án hálózatra kötötték Magyarország első szolárerőművét. A Gödöllői Szent István Egyetem kollégiumi épületére telepített, nagyjából 10 kWp teljesítményre képes szolárerőműnek a 2/3 része a Dunasolar gyártósorán készült DS40 napelemből áll. A kísérleti projekt keretében megvalósult  fotovillamos minierőmű kivitelezésére a Gaiasolar kapott megbízást.
Az erőmű az átadást követő 10 évben hibamentesen üzemelt és körülbelül 83 500 kWh energiát termelt.

## Összehasonlítás

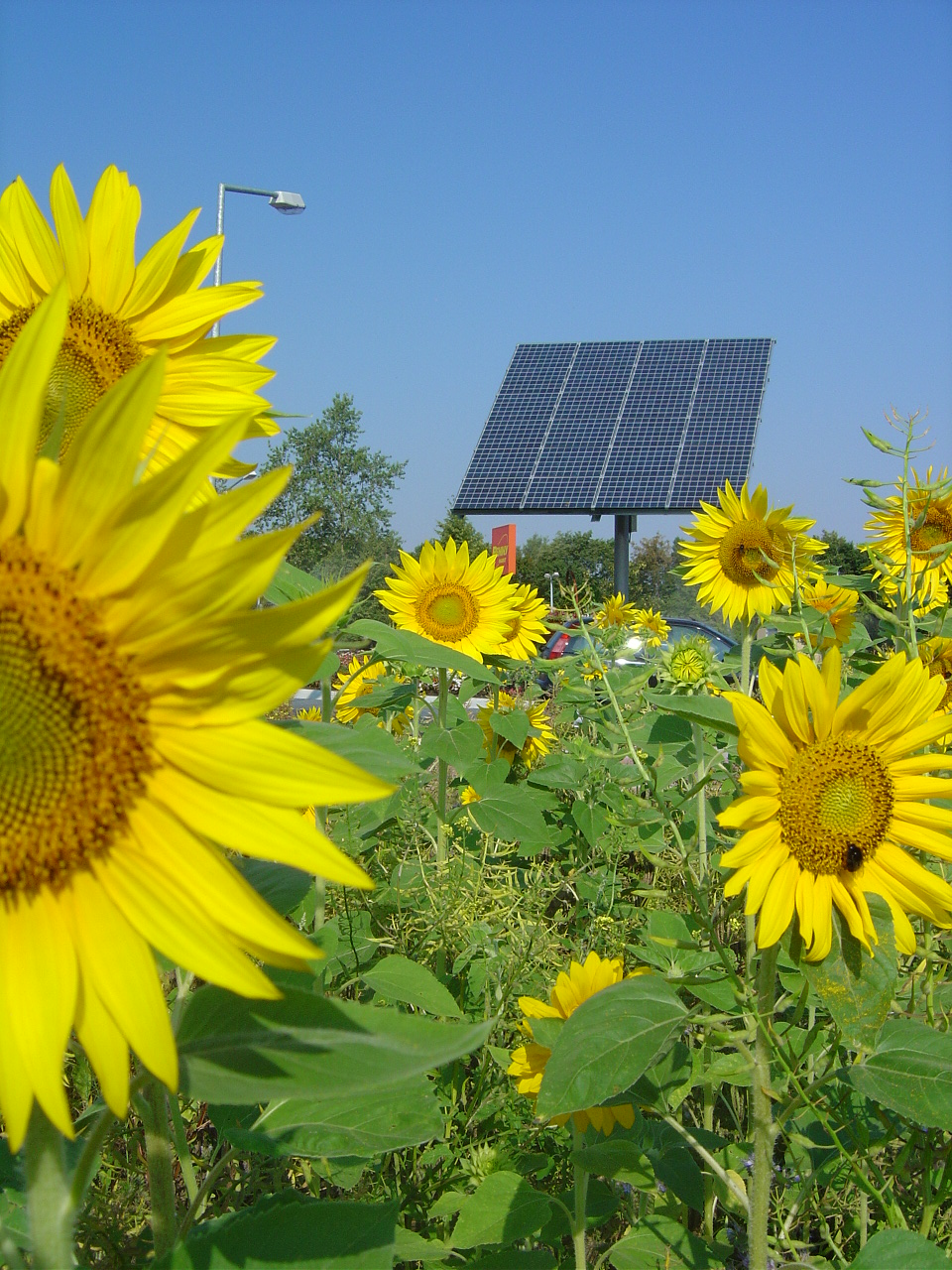
Napelemek és napraforgók (Németország) „Csak természetesen!”

Azt az energiát, amely az összes Földön található és kitermelhető kőolajkészletekben rejlik, a Nap 1,5 nap alatt sugározza a Földre.  Az emberiség jelenlegi, évi energiafogyasztását a Nap egy órányi energiakibocsátása teljes egészében fedezné.
Ugyanakkor a napelemek elterjedését nagymértékben hátráltató tényező az áruk, aminek két fő oka az előállításuk energia- és csúcstechnológia-igényessége, a kis széria, továbbá, hogy csak napsütésben képesek hatékonyan működni. Az utóbbi években azonban (főként a kínai napelemgyártás felfutása, és a tömegtermelés megjelenése miatt) folyamatosan csökken a napelemek ára. Korábbi szakmai előrejelzések 2010 utánra várták, hogy a napelemmel termelt áram ára megegyezzen a fosszilis energiatermelés költségével,  de ez eddig még nemcsak nem következett be, hanem a 2014-ben bekövetkezett nagymértékű nyersolajár-csökkenés az áregyenérték elérését, legalábbis ideiglenesen, jobban eltávolította.

## A napelemek fajtái
Alapanyag szerint többféle napelemet különböztetünk meg:
- Kristályos napelemek: a mono- és polikristályos technológiával készülő napelemek napjainkban a legelterjedtebb napelem-technológiának számítanak. A szilícium félvezetőn alapuló elemeket 1954-ben mutatták be.[8][24]
  - Monokristályos szilícium napelemek: a szilíciumok drágák, de hatékonyak. A legkorszerűbb panelek hatásfoka 18%, laboratóriumi körülmények között 25% (az elméleti határ 33,7% az egy p-n átmenettel rendelkező napelemek esetében). Legnagyobb teljesítményét merőlegesen beeső napfénynél képes leadni, így gyakran használják ún. napkövető berendezések részeként.[25]
  - Polikristályos szilícium napelemek: Némileg olcsóbbak, ám kevésbé hatékonyak. Hatásfokuk 13-18% között van, az átlagos hatásfok kb. 15%[26]. A gyengébb (reggeli, esti, szórt) fényt is viszonylag jó hatásfokkal képes hasznosítani.
- Gallium-arzenid vegyületen alapú napelemek: Bár eddig főleg műholdakon használták, és egyetlen rétegben alkalmazva nem gazdaságosak, de akár 8 db réteget (p-n átmenetet) is építhetnek egymásra. Így a hatásfok eléri a 46%-ot is koncentrált napfényben: ilyen már alkalmazásban volt 2014. november végén.[27][28]
- Amorf szilícium napelemek: olcsóbbak, de hatásfokuk csak 5-8%. Kevesebb szilícium kell a gyártáshoz, mint az egykristályos esetében, mert az aktív réteg csak 1 µm vastag.
- Egyéb vegyület-félvezető alapú napelemek: A hatásfokuk kevesebb mint 15%. Példa: kadmium-tellurid, a réz-indium-diszelenid (CIS) és a réz-indium-gallium-szelenid napelemek. Előállításukhoz kevés félvezető alapanyag szükséges, mert az aktív réteg csak 1-2 µm vastag.
- Szerves festék alapú napelemek: Elektrokémia elven működnek, a fényelnyelő anyag egy szerves festék. A hatásfoka csak 2-4%, azonban a gyártása rendkívül olcsóvá válhat a jövőben.
- Szerves anyagokból (polimerekből) készült napelemek: olcsók, de hatásfokuk csak 2-5%
- Szerves-szervetlen perovszkitek alapján készült napelemek kísérleti teljesítménye elért 20%-ot, nagyon gyors fejlődéssel, alacsony gyártási költséget ígérve. Ezek egyes fejlesztők szerint már 2017-ben piacon lesznek.[29] Lásd a Hatásfok fejezet ábráját is, ahol a piros színű vonalak üres körökkel ábrázolják a fejlődést. (Az angol nyelvű Wikipédia grafikonja)
- Az Európai Unió által finanszírozott CPVMatch projektben  (kilenc (német, olasz, spanyol és francia) kutatóintézet, illetve ipari cégek kutatómunkáját – a freiburgi Fraunhofer ISE koordinálta) a fényt optikai lencsékkel kis napelemekre koncentrálják. A kísérleti rendszer két tengelyes napkövető mechanizmussal a Napra irányul. Hatásfoka 41,4%.[30]

A hatásfok növelésére van lehetőség, ami bonyolultabb technológiát igényelhet; logikusan ez drágább lenne elhanyagolva a technológia ugrásszerű fejlődésének lehetőségét. Így az elméleti hatásfok limit (33,7%) átléphető, ha például több vékony napelem réteget (p-n átmenetet) építünk egymásra, melyek lépésenként egyre rövidebb fényhullámhosszra érzékenyek. A hatásfok tovább növelhető, ha nagyobb fénykoncentrációval (500X) üzemelünk optikai lencsék, vagy tükrök alkalmazásával.
Manapság a kutatás és fejlesztés nem korlátozódik kizárólag nagyobb hatásfok elérésére, inkább a hatásfok x élettartam/gyártási költség irányába terjed azzal a céllal, hogy a megtérülési idő minél rövidebb legyen. Ez a cél vékony-filmek alapján készített elemek alkalmazásával érhető el: ezek egyedi hatásfoka alacsonyabb, de több réteg is összeépíthető és előállítási költségük sokszorta kisebb mint a hagyományos szilíciumra alapozott elemeké.

## Kinyerhető teljesítmény

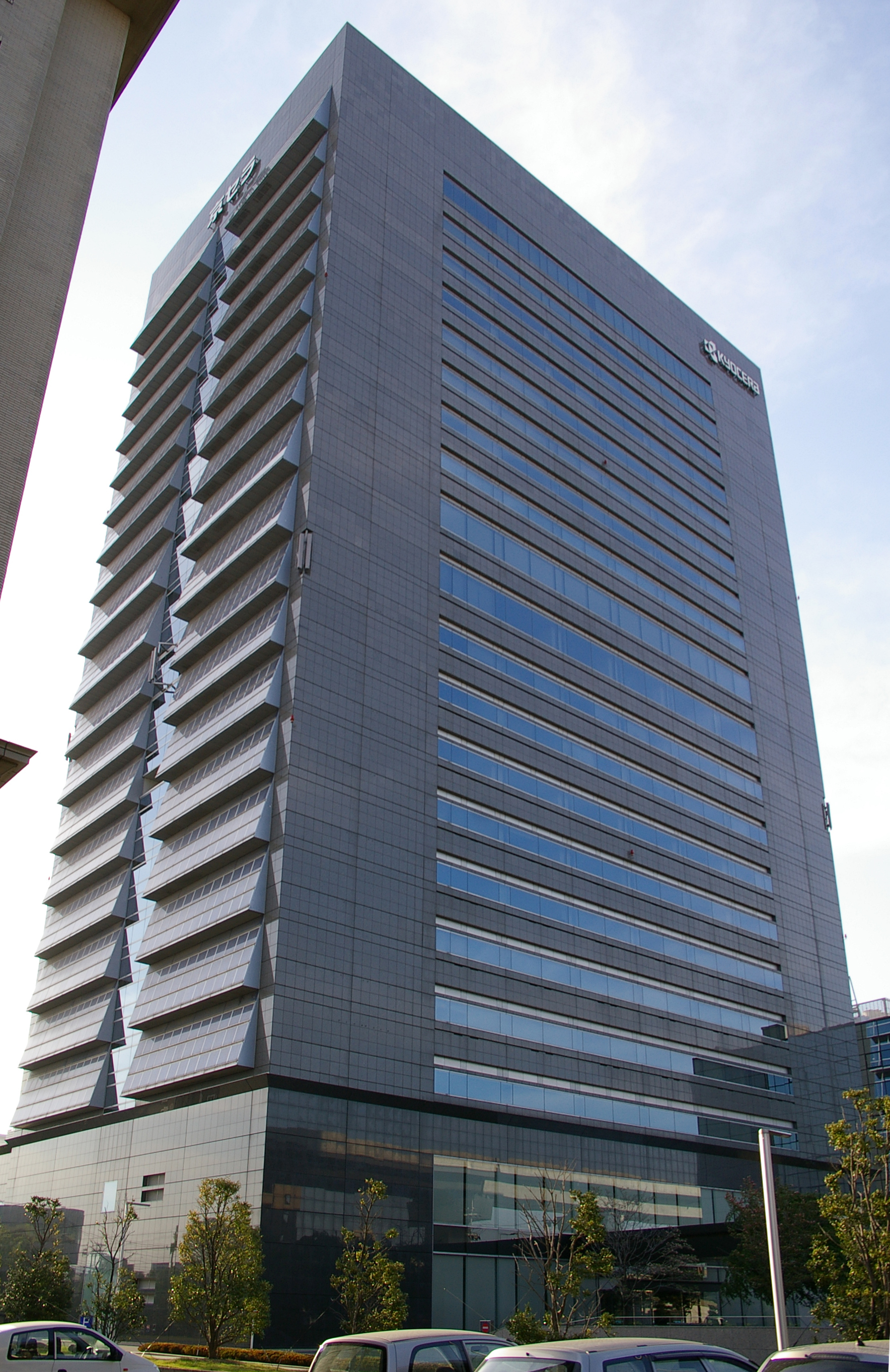
Kyocera székház. A PV cellák az épület oldalán napfényből generálnak áramot

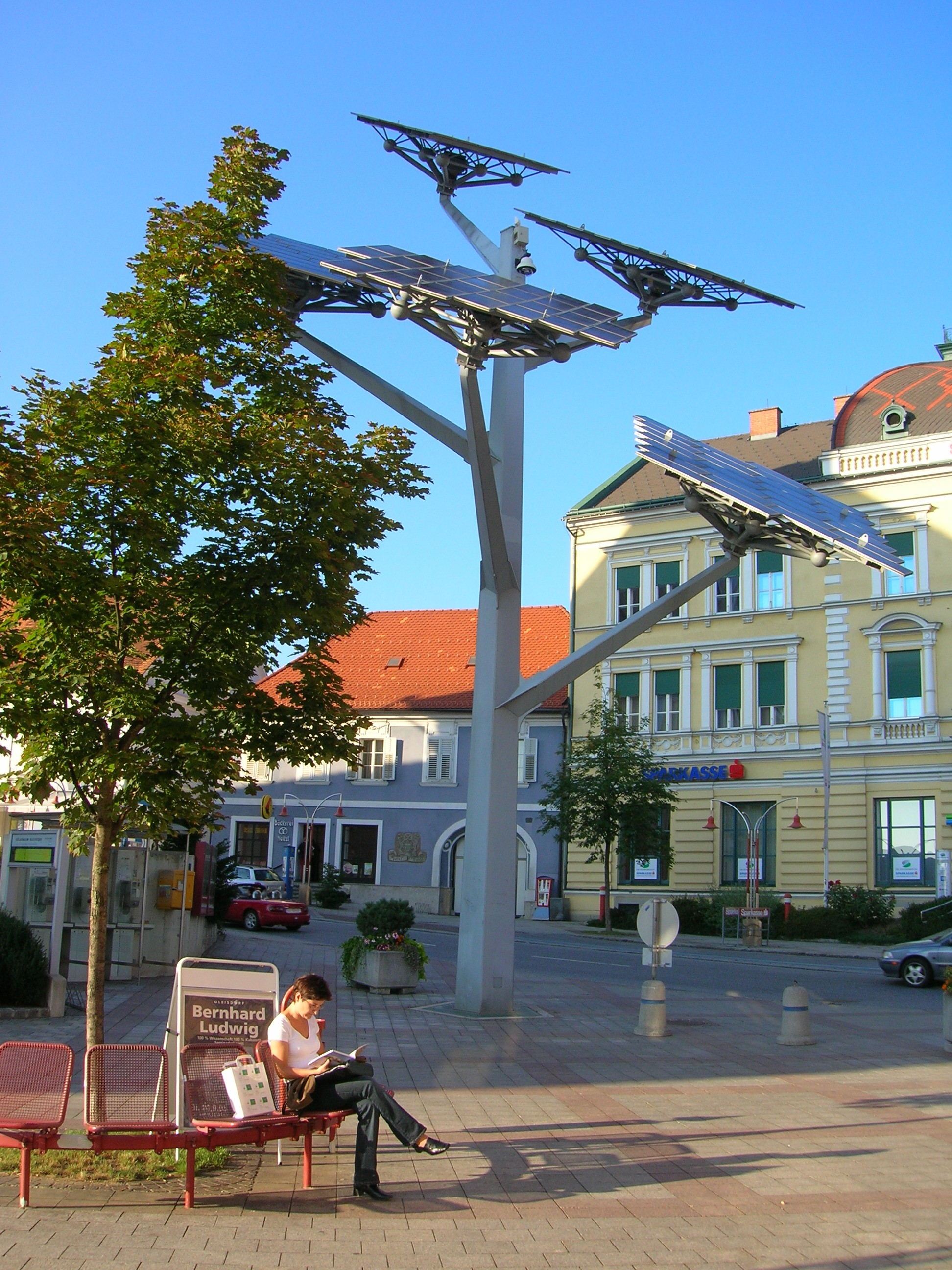
Fotovillamos 'fa' Stájerország, Ausztria

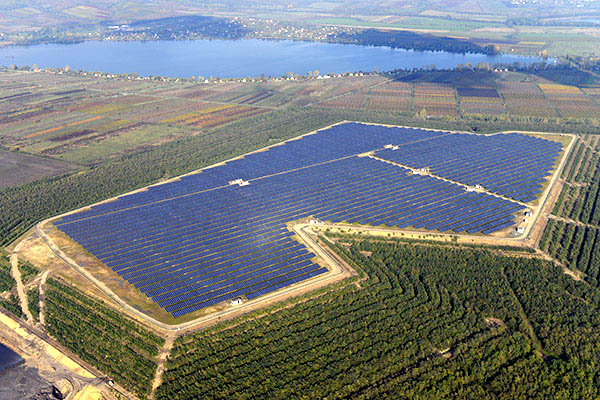
Napelemekből álló naperőmű, Visonta

A napelemekből kinyerhető teljesítmény függ a fény beesési szögétől, a megvilágítás intenzitásától, és a napelemre csatolt terheléstől. A fény intenzitását kevéssé tudjuk befolyásolni, míg a másik két paraméter elméletileg kézben tartható.
A napelem beépítése szerint lehet fix vagy napkövető jellegű.
A napkövető rendszerekkel a magyarországi éghajlati viszonyok mellett 30-40%-kal nagyobb teljesítmény érhető el.
A fixen beépített napelem megfelelő tájolás esetén (déli irány, Magyarországon 35 fokos dőlésszög) reggeltől estig tud áramot termelni tiszta idő esetén. Természetesen reggel és este már csak kisebb teljesítményre képes a napelem, mivel fix rögzítés esetén a napsugárzás kis beesési szögben kisebb áramerősséget tud megtermelni. Ahhoz, hogy egész nap az időjárás által megengedett maximális teljesítménnyel tudjuk gyűjteni a napenergiát, a nappal folyamán vízszintesen forgatnunk, függőlegesen bólintanunk kell a napelemet úgy, hogy a napsugár beesési szöge a lehető legkisebb mértékben térjen el a merőlegestől. Ehhez plusz elektronikát és mechanikus elemeket kell felhasználnunk, és a telepítési hely megválasztására is nagyobb gondot kell fordítani, továbbá karbantartási költségekre is számítani kell. Ellenben a fix beépítésnél elegendő a (tervezéskor már jól betájolt) ház tetőszerkezetét felhasználnunk a napelemek tartójának.
Az optimális besugárzásra beforgatott napelem-modul sem fog mindig teljesítményt szolgáltatni, mivel a besugárzás mértéke több okból is változhat, lecsökkenhet. Ennek oka lehet, hogy lemegy a Nap, a felhős idő vagy hó, különféle tárgyak (fa vagy más növényzet, építmények stb.) árnyékolása, légköri szennyeződés és a pára, vagy akár a napelem táblák felmelegedése is. Mivel az elektromos fogyasztókat folyamatosan szeretnénk üzemeltetni, viszont a napelem nem tud folyamatosan energiát biztosítani, valamilyen energiatároló puffert kell alkalmaznunk a rendszerben, amivel áthidalhatjuk az alacsonyabb napfény-intenzitású időszakokat. (puffer=átmeneti energiatároló). Az energia hasznosításának másik útja, amikor invertert alkalmazunk. Az inverter a napelem egyenáramát váltakozó árammá alakítja át, és visszatáplálja a hálózatba. A visszatáplálás természetesen csak a hálózat periódusával szinkronizálva lehetséges és az elektromos művek engedélye is szükséges hozzá.
A teljesítmény növelésének egyik módja sok apró lencse alkalmazása, amelyek a napfényt, a beesési szögtől függetlenül, a napelemekre fókuszálják. A lencsés használat további előnye, hogy magát a fotovillamos panelt az optikai fókuszálás miatt sokkal kisebbre lehet venni, így földi körülmények között is lehetőség nyílik kiváló hatásfokú, de egyébként drága, az űrtechnológiában alkalmazott fotovillamos egységek gazdaságos használatára.

## Hatásfok
A napelemek alapanyaguktól és technológiájuktól függően különböző hatásfokkal képesek villamos energiát termelni. A hatásfok ({\displaystyle \eta }, "eta") százalékosan fejezi ki, hogy a napelem mennyi napenergiát alakít át elektromos energiává.
A hatásfokot a következő képlet szerint számítják:
{\displaystyle \eta ={\frac {P_{m}}{E\times A_{c}}}},
ahol
- Pm a fényelem által leadott maximális teljesítmény,
- E a napsugárzás felületi teljesítménysűrűsége (W/m²),
- Ac a napelem felülete (m²)

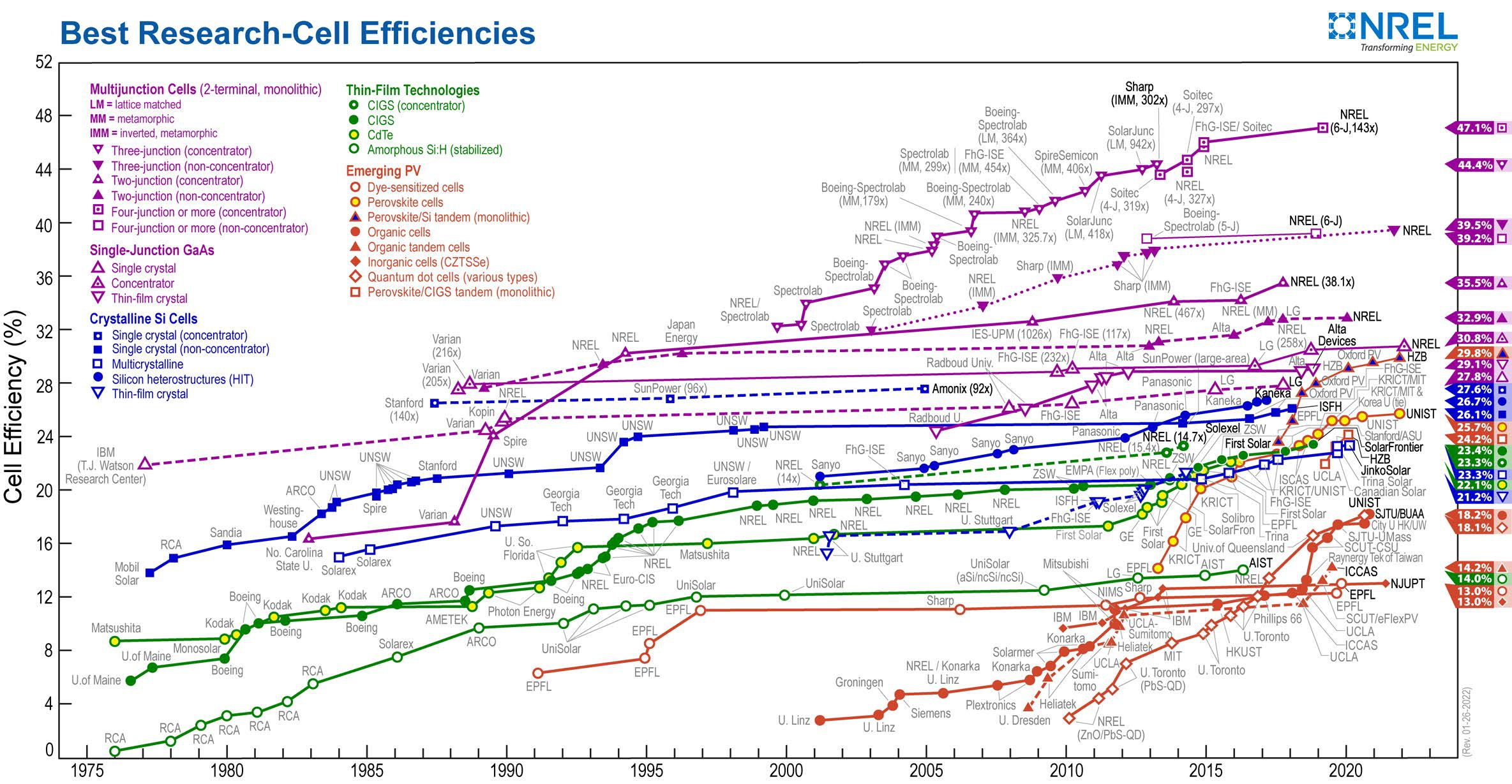
Kutatási fejlesztési fokon álló, maximális bejelentett napelem energia-átalakítási teljesítmény fejlődése 1976 óta. (Az Egyesült Államok National Renewable Energy Laboratory (=nemzeti megújuló energia laboratóriuma) ábrája)

A hatásfokot a környezeti és a konstrukcióval összefüggő tényezők egyaránt befolyásolják. A környezeti tényezők közül a hőmérséklet a legfontosabb, de ide lehet sorolni a cella felületének tisztaságát, a megvilágítás erősségét is. A hatásfokot elsősorban az korlátozza, hogy a Nap sugárzása széles hullámhosszspektrummal rendelkezik (300 nm-2500 nm), azonban a napelemet egy hullámhosszra lehet könnyen optimalizálni. A több hullámhosszra történő optimalizálást több félvezető p-n átmenet egymásra építésével valósítják meg, ami bonyolultabb napelem szerkezetet eredményez.
A szilícium napelem feszültsége félvezető zárórétegben a töltéshordozók felszabadulása és szétválasztása révén keletkezik. A keletkező forrásfeszültség egy minimális fényerősségnél nagyobb megvilágításnál állandó. A forrásfeszültség jellemző az adott napelem típusra, ez szilícium estén 0,68 V körül van. A rövidzárási áram a fényerősséggel arányos. A szilícium napelemek hatásfoka 11-18%. Max sugárzásnál kb. 10 mW/cm2. A maximális teljesítményt egy bizonyos elektromos terhelés (fogyasztó teljesítmény) esetén adja le, ezt nevezzük maximális teljesítményhez tartozó munkapontnak.
A szilícium napelemek hatásfoka 2013-ban 11-18% közötti volt, a legkorszerűbb – egykristályos – napelemek 25%-os hatásfoka már csúcsnak számított. Az áttörést a nanotechnológiától remélték a kutatók. Ugyanakkor a Delaware Egyetem kutatóinak már 2007-ben sikerült a szilícium napcellák esetén 42,8%-os hatékonyságot elérni hagyományos földi napfényben.

## Az árnyékolás negatív hatása a napelem panelre
Az árnyékolás egy általános, a gyakorlatban a legtöbb családi ház tető felületén előforduló probléma.  Az árnyékolás nagy gondot is okoz a több panelből álló napelemes rendszereknél. Mivel a napelemek sorba vannak kötve és a leggyengébb láncszem elve érvényesül. Ha az egyik panel teljesítménye csökken (például az árnyékolás hatására), akkor az összes többi, vele egy munkapontra kötött panel teljesítménye is csökkenni fog. Ha a napelem cella árnyékba kerül, akkor azon csak nagyon kicsi áram tud átfolyni, ez jelentősen visszafogja a teljes napelem teljesítményét. Hogy ez ne fordulhasson elő, árnyékhatás esetén a cella sorban lévő dióda kinyit, így az áram, rajta keresztül, ki tudja kerülni a „dugulást”. Természetesen ebben az esetben az egész cellasor (tehát mind a 20 cella) teljesítménye kiesik, vagyis a napelem már csak maximum a teljesítményének kétharmadát fogja tudni. Összességében azért ez még mindig jobb, mintha a teljes napelem termelését visszafogná.
Ha az egyik napelem egy cellája árnyékba kerül, akkor a „dugulás” elkerülése végett a bypass dióda kinyit és így a napelem teljesítménye leesik nagyjából a kétharmadára.
Az árnyékolás negatív hatásának mérséklésére kifejlesztett első megoldás a microinverter volt. Ez azonban drágasága és bonyolultsága miatt nem tudott elterjedni. A következő lépés, hogy a hagyományos egy munkapontos invertert felváltották a két munkapontos társaik, így már ketté lehetett bontani a napelemes mezőket. Tehát árnyék esetén csak az egyik munkaponton lévő napelemek teljesítménye csökkent.

## Alkalmazási példák
A napelemek alkalmazását meghatározó legfőbb szempont, hogy bár bevezetésük magas egyszeri kiadást igényel, üzemeltetési költségük igen alacsony.

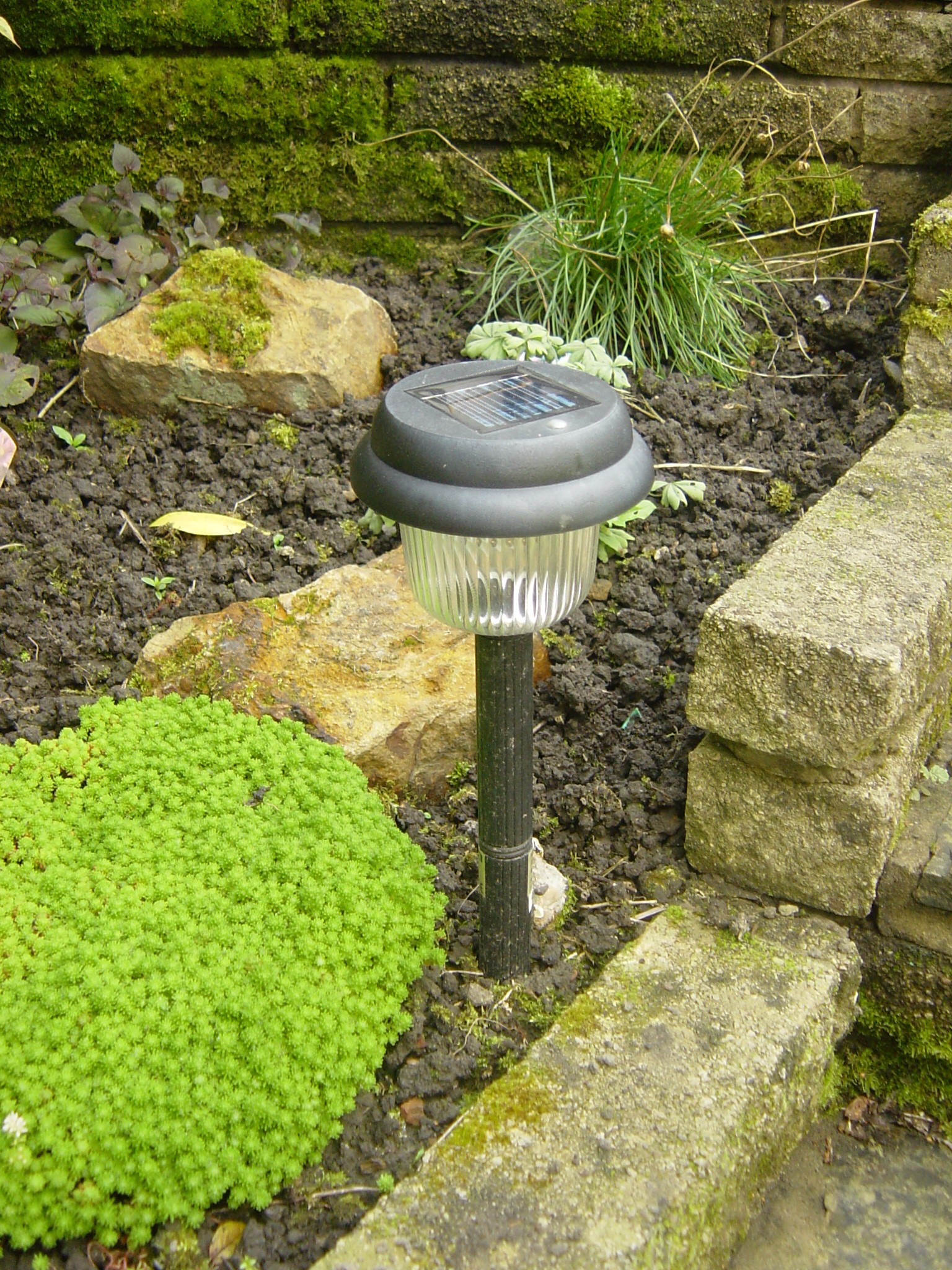
Napelemes kerti lámpa
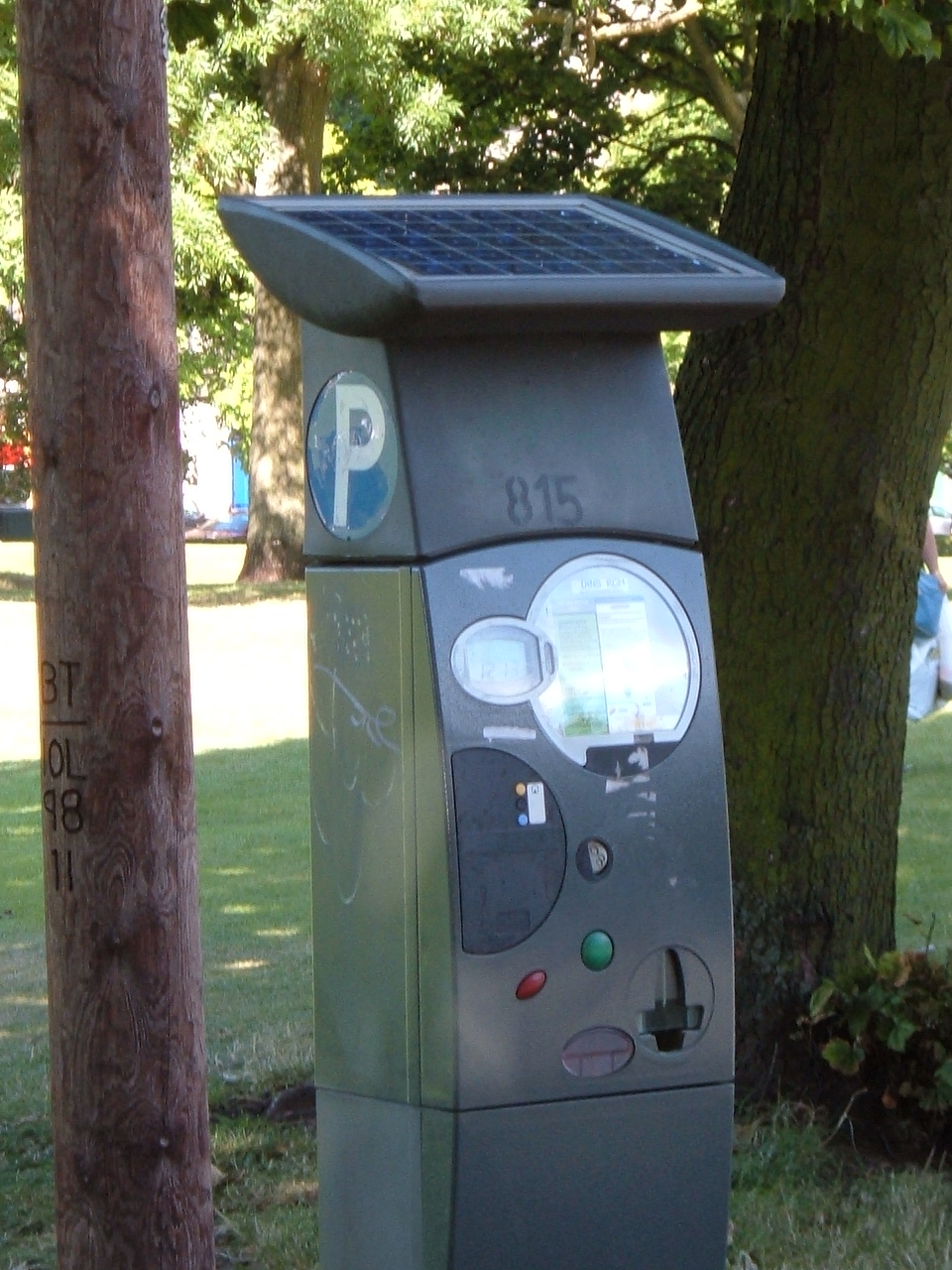
Napelem a mindennapi használatban
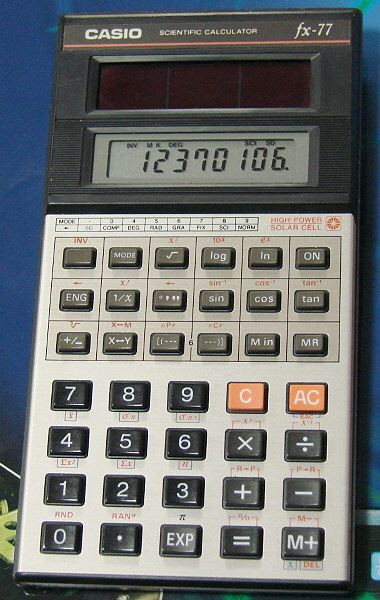
Korai napelemes számológép
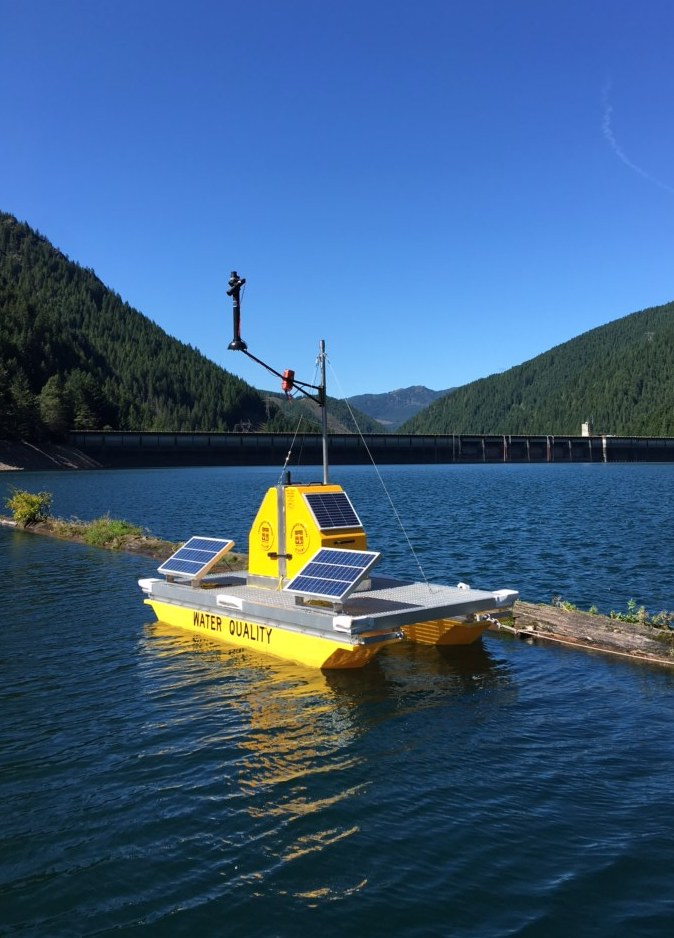
Napelemmel hajtott vízi jármű
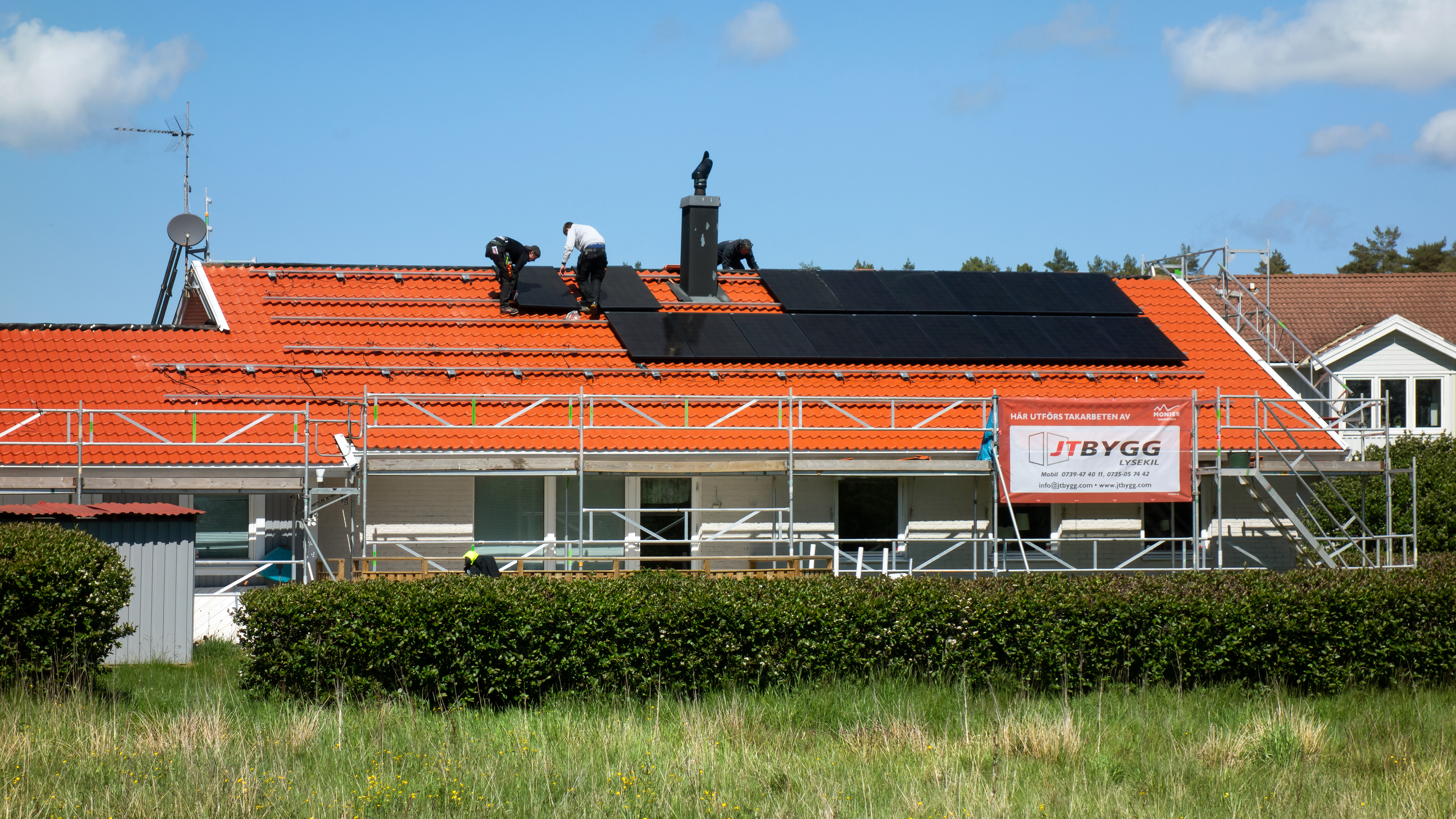
Napelemtáblák szerelése háztetőre

### Fotovoltaikus erőművek
A Serpa fotovillamos naperőmű Portugáliában 2007-ben kezdett működni. A SunEdison 2010-ben bejelentette, hogy még abban az évben felépít egy fotovoltaikus erőművet Északkelet-Olaszországban, Rovigo mellett. 

### Egyéb alkalmazások
A napelemek alkalmazása megjelent az ún. intelligens ruházatok egyes típusain is, ahol célja a ruházatba beépített elektromos működtetésű készülékek (pl. GPS, iPod, az emberi szervezet különböző működéseit érzékelő készülékek stb.) áramellátása.

Annak érdekében, hogy az intelligens ruházatokon minél könnyebb legyen napelemeket elhelyezni, intenzív kutatások folynak olyan megoldások kifejlesztésére, amelyekben a napelem textil alapon készül.
A sanghaji Fudan Egyetemen például kísérletképpen olyan újszerű, szál formájú napelemet (fotovoltaikus szálat) fejlesztettek ki, amelyből textilszövet készíthető. Az anód finom rozsdamentes acélhuzal, amely egy tömör félvezető titán-dioxid réteggel van bevonva. Ennek tetejére egy porózus nanokristályos titán-dioxid réteg kerül, amely nagy felületet biztosít a félvezető szerepét betöltő perovszkit réteg felhordásához. A következő réteg speciális szerves anyagból készül. A külső burkolatot, amely katódként szolgál, egy átlátszó, szén nanocsövekből álló réteg alkotja.
A Fraunhofer kutatóintézeti csoport üvegszálszövet alapú napelem-textília kifejlesztésén dolgozik, amelyre textilkikészítő eljárásokkal viszik fel a fotovoltaikus hatás eléréséhez szükséges különböző rétegeket.
Holland kutatók kifejlesztettek egy újrahasznosított poliészterből szőtt szövetet, amelyet fotovoltaikus tulajdonságú, hajlékony filmmel vontak be és ezt a textilépítészetben próbálták ki, annak érdekében, hogy ezzel az épület áramellátását biztosíthassák. A fejlesztés eredményét egy utrechti irodaépületen demonstrálták, amelynek felső három emeletét burkolták be ezzel a Suntex elnevezésű anyaggal.